# Optical proximity correction

Abbildungsfehler ohne OPC und Verbesserung mit OPC-Strukturen in der Fotomaske (Schema)

Optical proximity correction (OPC, englisch, deutsch etwa: optische Nahbereichskorrektur) ist in der Halbleitertechnik ein Verfahren zur Korrektur bzw. Verringerung von Abbildungsfehlern von Strukturen bei fotolithografischen Prozessen. Es gehört zur Gruppe der Auflösungsverbesserungsverfahren (engl.: resolution enhancement technique, RET), welche bei Strukturgrößen unterhalb der Lichtwellenlänge (193 nm) zum Einsatz kommen.

## Beschreibung

Zusatzstrukturen

Bei der fotolithografischen Abbildung einer Struktur mit Dimensionen im Bereich innerhalb und unterhalb der verwendeten Wellenlänge, wie sie seit einigen Jahren in der Mikroelektronik der Fall ist, entstehen insbesondere durch wellenoptische Effekte (z. B. Beugung) Abbildungsfehler. Die OPC versucht diese Effekte, wie Linienendenverkürzung, Kantenverrundungen oder Verbreiterung benachbarter Linien, durch zusätzliche Strukturen auf der Fotomaske zu kompensieren. Zu diesen Korrekturstrukturen, die auch mehrstufig verwendet werden, gehören:
- verlängerte Linienenden (engl.: line end extensions), um Linienverkürzungen zu korrigieren
- teilweise verbreitete Linien (engl.: line end extensions) zur Breitenkorrektur
- zusätzliche Linien an der Seite (engl.: subresolution scattering bar) zur Breitenkorrektur
- T-förmige Strukturen an den Linienenden (engl.: hammerheads), um Kantenverrundungen zu korrigieren
- zusätzliche oder fehlende rechteckige/quadratische Bereiche (engl.: serifs), um Kantenverrundungen zu korrigieren
  - zusätzlichen Bereiche an den konvexen Ecken
  - negative (fehlende) Bereiche an konkaven Ecken